# Home Alone: Original Motion Picture Soundtrack
Home Alone: Original Motion Picture Soundtrack släpptes 1990, och är filmmusikalbumet till filmen Ensam hemma från samma år. Sången "Somewhere in My Memory" nominerades även till Oscar-  och Grammygalorna.

## Låtlista
1. "Home Alone Main Title" ("Somewhere in my Memory") - 4:53
2. "Holiday Flight" - 0:59
3. "The House" - 2:27
4. "Star of Bethlehem" - 2:51
5. "Man of the House" - 4:33
6. "White Christmas" - The Drifters 2:40
7. "Scammed by a Kindergartner" - 3:55
8. "Please Come Home for Christmas" - Southside Johnny Lyon 2:41
9. "Follow That Kid!" - 2:03
10. "Making the Plane" - 0:52
11. "O Holy Night" ("Cantique de Noël") - 2:48
12. "Carol of the Bells" - 1:25
13. "Star of Bethlehem" - 2:59
14. "Setting the Trap" - 2:16
15. "Somewhere in my Memory" - 1:04
16. "The Attack on the House" - 6:53
17. "Mom Returns and Finale" - 4:19
18. "Have Yourself a Merry Little Christmas" - Mel Tormé 3:05
19. "We Wish You a Merry Christmas" / "End Title" - 4:15

## Priser och utmärkelser
| Utmärkelse | kategori(er)                                  | Resultat  |
| ---------- | --------------------------------------------- | --------- |
| Oscar      | Best Original Song ("Somewhere in My Memory") | nominerad |

### Fotnoter
1. ↑  ”Allmusic Review by Johnny Loftus” (på engelska). Allmusic. 20 mars 1990. http://www.allmusic.com/album/home-alone-original-motion-picture-soundtrack-mw0000311136. Läst 27 december 2015.
2. ↑  ”The 63rd Academy Awards 1991” (på engelska). Academy of Motion Picture Arts and Sciences. 20 mars 1991. https://www.oscars.org/oscars/ceremonies/1991. Läst 27 december 2015.